# 초인 새비지
《초인 새비지》(영어: Doc Savage: The Man of Bronze)는 1975년 미국의 액션 영화로, 레스터 덴트의 펄프 잡지 히어로 '닥 새비지'를 주인공으로 영화화한 작품이다.

## 줄거리
1936년, 닥 새비지는 아버지의 갑작스러운 죽음에 대한 진실을 밝히기 위해 뉴욕에서 중앙 아메리카의 이달고 공화국으로 향한다. 그의 아버지는 이달고의 외딴 지역을 탐험하던 중 미스터리한 죽음을 맞이했고, 닥은 아버지의 유품을 조사하던 중 암살 시도에 직면한다. 닥은 암살자를 추적하지만, 그는 자살과 다름없는 죽음을 맞이한다. 닥은 암살자의 몸에서 특이한 표식을 발견하고, 아버지의 연구 자료가 누군가에 의해 파괴된 것을 확인한다. 아버지의 죽음을 파헤치기로 결심한 닥 새비지는 '파뷸러스 파이브'와 함께 이달고로 떠난다.
이달고에서 닥은 여러 차례의 암살 시도와 마주치는데, 이는 국제적인 범죄자이자 밀수업자인 캡틴 시즈의 소행이었다. 닥은 조사 과정에서 오래전 자신의 아버지가 사라진 마야 부족인 케찰말로부터 광대한 토지 소유권을 받았다는 사실을 알게 된다. 닥은 정부 관리의 조수 모나 플로레스의 도움으로 땅의 소유권을 증명하는 서류를 찾고, 친구들과 함께 숨겨진 계곡을 찾아간다.
닥은 그곳에서 녹은 금이 흐르는 것을 발견하고, 캡틴 시즈가 케찰말 부족을 노예로 부려 금을 채취하고 있다는 사실을 알게 된다. 캡틴 시즈는 닥의 아버지도 죽게 만든 전염병인 '녹색 죽음'을 이용해 부족을 통제하고 있었다. 결국 닥은 캡틴 시즈를 제압하고 그가 붙잡아 둔 모나와 친구들을 구출한다. 닥은 해독제를 사용하여 그들을 치료하고, 캡틴 시즈의 부하들은 도망치려다 용암에 휩싸여 죽음을 맞이한다. 케찰말 부족의 족장은 닥에게 토지와 금을 제안하고, 닥은 아버지의 이상을 이어 정의를 위해 노력하겠다고 약속한다.
미국으로 돌아온 닥은 자신의 재활 센터에서 캡틴 시즈를 뇌 수술을 통해 치료하여 범죄자 기질을 제거한다. 크리스마스 시즌에 닥은 과거의 악당이었던 캡틴 시즈가 구세군 밴드 리더가 된 것을 보고 놀란다. 이후 닥은 집으로 돌아오는 길에 긴급한 메시지를 듣고, 새로운 위협에 맞서기 위해 다시 모험을 떠나기로 결심한다.

## 출연진
- 론 엘리 - 클라크 "닥" 새비지 주니어
- 폴 글리슨 - 토머스 J. "롱 톰" 로버츠 소령
- 윌리엄 러킹 - 존 "레니" 레닉 대령
- 마이클 밀러 = 앤드루 블로짓 "몽크" 메이페어 중령
- 엘든 퀵 - 윌리엄 하퍼 "조니" 리틀존 교수
- 대럴 즈월링 - 시어도어 말리 "햄" 브룩스 준장
- 폴 웩슬러 - 시스 대위
- 패멀라 헨즐리 - 모나 플로레스
- 밥 코르소 - 돈 루비오 고로
- 레데리코 로베르토 - 돈 카를로스 아비스파
- 재니스 하이든 = 아드리아나
- 로빈 힐턴 - 캐런
- 빅터 밀란 - 차크 대왕
- 폴 프리스 - 내레이션